# Добробут (Лозівський район)
Добробут — колишнє село в Україні, підпорядковувалося Краснопавлівській селищній раді Лозівського району Харківської області.
1988 року зняте з обліку.
Село знаходилося на відстані 1 км від Єлизаветівки. По Добробуту протікає невеликий пересихаючий струмок, що впадає у Краснопавлівське водосховище.

## Принагідно
- Перелік актів, за якими проведені зміни в адміністративно-територіальному устрої України
- Мапіо